# Buj (Rusko)
Buj (rusky Буй) je město v Kostromské oblasti v Ruské federaci. Při sčítání lidu v roce 2010 měl bezmála šestadvacet tisíc obyvatel.

## Poloha a doprava
Buj leží u západního okraje Kostromské oblasti na ústí Vjoksy do Kostromy ve vzdálenosti sto kilometrů severovýchodně od Kostromy, správního střediska oblasti. Od Moskvy je vzdálen zhruba 450 kilometrů severovýchodně a od nejbližšího jiného města, Galiče, padesát kilometrů západně.
Buj leží na Transsibiřské magistrále na úseku z Vologdy do Kirova.

## Dějiny
Buj byl založen jako dřevěná pevnůstka na obranu východní hranice Moskevského knížectví za vlády regentky Jeleny Glinské v roce 1536. Když o šestnáct let později vojska Ivana Hrozného dobyla Kazaňský chanát, pozbyla pevnost obranného významu, ovšem zdejší osídlení se rozvíjelo dál.
V roce 1778 se Buj stal městem.
Prudký rozvoj města nastal po roce 1903, kdy bylo postaveno nádraží na dráze z Vologdy do Vjatky.

## Významní rodáci
- Jelena Borisovna Mizulinová, ruská politička
- Jurij Oleksandrovyč Smyrnov (* 1948), ukrajinský politik